# Репеленти
Репеле́нти (від лат. repello — «відганяю», «відштовхую») — речовини, які відлякують комах, кліщів, гризунів, птахів, наприклад диметилфталат, ДЕТА, етиловий ефір a-бромізовалеріанової кислоти, цитронелаль.
Найчастіше застосовують репеленти проти комах-кровососів (комарів, ґедзів, мошок та ін.). Використовують у вигляді лосьйонів, кремів, аерозолів.
Однак, всупереч думці багатьох, що репеленти відлякують комарів, вважається, що інколи репеленти просто «ховають» людину. Річ у тому, що серед комарів кусають лише вагітні самиці — кров потрібна їм для виведення потомства. Так, наносячи на шкіру репелент від комарів, люди, самі й не здогадуючись, починають пахнути самцем комара, який прагне запліднити самицю. Але самиця вже вагітна і запліднюватись не бажає, тому вона просто уникає такої людини.